# Локмарья
Локмарья́ (фр. Locmaria, брет. Lokmaria-ar-Gerveur) — коммуна в составе департамента Морбиан, одна из четырёх коммун острова Бель-Иль. 
Население (2019) — 931 человек.

## Достопримечательности
Главная достопримечательность коммуны — романская церковь Нотр-Дам-де-л’Ассомптьон (Успения Богородицы). Церковь была основана в XI веке, но впоследствии неоднократно перестраивалась. Первое упоминание о церкви относится к 1070 году и содержится в архивах аббатства Кимперле, которому тогда принадлежал остров. Церковь была заново освящено после перестройки в 1674 году. В 1808 году к церкви была пристроена новая колокольня. Церковь была значительно перестроена в 1868 году.